# كبودان (كليبر)
كبودان هي قرية في مقاطعة كليبر، إيران. يقدر عدد سكانها بـ 39 نسمة بحسب إحصاء 2016.